# Чекмазов, Иван Иванович
Иван Иванович Чекмазов (17 августа 1915, Черная Грязь, Тульская губерния — 7 ноября 1995, Тула) — советский военнослужащий, участник Великой Отечественной войны, полный кавалер ордена Славы, командир миномётного расчёта 148-го гвардейского стрелкового полка, гвардии старший сержант — на момент представления к награждению орденом Славы 1-й степени.

## Биография
Родился 4 августа 1915 года в деревне Чёрная Грязь (ныне — Киреевского района Тульской области). Член ВКП/КПСС с 1940 года. Окончил 2 курса педагогического института. Работал учителем в средней школе.
В Красной Армии и в боях Великой Отечественной войны с мая 1942 года в составе 124-й стрелковой дивизии 38-й армии Юго-Западного фронта. С июля 1942 года И. И. Чекмазов в составе 21-й армии участвовал в оборонительных боях под Сталинградом. В ноябре 1942 года дивизия переименована в 50-ю гвардейскую стрелковую дивизию и, воюя на Юго-Западном, Южном, 4-м и 3-м Украинских, 1-м и 3-м Белорусских фронтах, участвовала в окружении сталинградской группировки противника, освобождении Левобережной Украины, Белоруссии и восточных районов Польши, в Гумбинненской и Восточно-Прусской наступательных операциях. С апреля 1945 года — на 1-м Украинском фронте. Участвовала в Берлинской и Пражской наступательных операциях.
Командир миномётного расчёта 148-го гвардейского стрелкового полка гвардии старший сержант Чекмазов 16 октября 1944 года, участвуя в артиллерийской подготовке около города Вилкавишкис, огнём из миномёта разрушил два блиндажа с укрывшимися в них шестью гитлеровцами и одну пулемётную точку.
Приказом командира 148-й гвардейской стрелковой дивизии от 27 октября 1944 года за мужество, проявленное в боях с врагом, гвардии старший сержант Чекмазов награждён орденом Славы 3-й степени.
22 января 1945 года Чекмазов в бою в районе населённого пункта Будупенен был ранен, но поля боя не покинул. Оставшись один у миномёта, продолжал вести огонь и уничтожил шесть пулемётов и до десяти вражеских солдат.
Приказом по 28-й армии от 12 марта 1945 года гвардии старший сержант Чекмазов награждён орденом Славы 2-й степени.
29 апреля 1945 года на позиции полка в районе города Барут прорвалась большая группа противников. Командир миномётного расчёта Чекмазов при отражении атаки получил ранение, однако с поля боя не ушёл. Его расчёт вывел из строя пять пулемётов противника. Когда противники прорвались на огневые позиции миномётчиков, воины поднялись в контратаку и отбросили врага. Чекмазов в этом бою из автомата и в рукопашной схватке истребил свыше десяти фашистов.
Указом Президиума Верховного Совета СССР от 27 июня 1945 года за мужество, отвагу и героизм, проявленные в борьбе с захватчиками, гвардии старший сержант Чекмазов Иван Иванович награждён орденом Славы 1-й степени.
В 1945 году демобилизован. Жил в городе Тула. Работал директором школы.
Награждён орденами Славы 1-й, 2-й и 3-й степени, Отечественной войны 1-й степени, медалями.
Умер 7 ноября 1995 года.